# Flip Phone Fantasy
Flip Phone Fantasy es el segundo álbum de estudio de la banda australiana de nu metal Ocean Grove. Fue lanzado el 13 de marzo de 2020 a través de UNFD Records. Es el primer álbum que no cuenta con Luke Holmes en la voz y Jimmy Hall en la guitarra, y el primer álbum que cuenta con Twiggy Hunter en el bajo y la voz con Dale Tanner cambiando a la voz principal; esto se puede escuchar en el álbum en un cambio con respecto a sus lanzamientos anteriores influenciados por el hardcore punk, ya que este álbum toma más influencia del rap metal y el rock alternativo, presentando muchos menos gritos que su trabajo anterior.

## Lanzamiento y promoción
Su primer sencillo, "Ask for the Anthem", se lanzó el 6 de febrero de 2019.
El segundo sencillo, "JUNKIE$", se lanzó el 28 de octubre de 2019.
El tercer sencillo, "Sunny", se lanzó el 12 de diciembre de 2019, y su videoclip el 20 de enero de 2020.
El cuarto sencillo, "NEO", se lanzó el 11 de febrero de 2020.
El quinto sencillo, "Thousand Golden People", se lanzó el 27 de febrero de 2020, junto con el anuncio de la fecha de lanzamiento del álbum.

## Lista de canciones
| N.º | Título                   | Duración |  |
| 1.  | «Superstar»              | 3:05     |  |
| 2.  | «Neo»                    | 1:53     |  |
| 3.  | «Sense Again»            | 3:03     |  |
| 4.  | «Sunny»                  | 3:00     |  |
| 5.  | «Thousand Golden People» | 3:33     |  |
| 6.  | «Guys from the Gord»     | 3:00     |  |
| 7.  | «Shimmer»                | 3:45     |  |
| 8.  | «Baby Cobra»             | 3:14     |  |
| 9.  | «Ask for the Anthem»     | 3:17     |  |
| 10. | «Sway»                   | 1:22     |  |
| 11. | «Junkie$»                | 3:32     |  |
| 12. | «Freaks»                 | 4:17     |  |

## Posicionamiento en lista
| Lista (2020)     | Posición |
| ---------------- | -------- |
| Australia (ARIA) | 8        |

## Personal
Ocean Grove
- Dale Tanner – voz principal
- Twiggy Hunter – bajo, voz, voz principal en "NEO" y "Baby Cobra"
- Matthew Henley – guitarra
- Sam Bassal – batería, producción, ingeniería, masterización, mezcla
- Running Touch – samples, voz, voz principal en "Sway"